# Africada no sibilante alveolar sorda
La Africada no sibilante alveolar sorda es un sonido consonántico usado en algunos idiomas hablados, su símbolo en el alfabeto fonético internacional es /t͡θ̠/ o /tɹ̝̊/ y se puede omitir la barra de unión quedando /tθ̠/,/tɹ̝̊/ respectivamente.

## Características
- Su modo de articulación es africada. , lo que significa que se produce primero deteniendo el flujo de aire por completo y luego permitiendo que el aire fluya a través de un canal estrecho en el lugar de la articulación, lo que provoca turbulencia.

- Su punto de articulación es alveolar , lo que significa que se articula con la punta o la hoja de la lengua en la cresta alveolar , denominada respectivamente apical y laminal .

- Su fonación es sorda, lo que significa que las cuerdas vocales no vibran durante la articulación.

- es una consonante oral , lo que significa que el aire solo puede escapar por la boca.

- Es una consonante central , lo que significa que se produce al dirigir la corriente de aire a lo largo del centro de la lengua, en lugar de hacia los lados.

- El mecanismo de la corriente de aire es pulmonar , lo que significa que se articula empujando el aire únicamente con los músculos intercostales y el diafragma , como en la mayoría de los sonidos.

## Ocurre en
| Idioma     | Idioma                          | Palabra     | AFI             | Significado  | Notas                                                                                                   |
| ---------- | ------------------------------- | ----------- | --------------- | ------------ | --- |
| Neerlandés | Dialecto de Orsmaal-Gussenhoven | verbèganger | [vərˈbɛːɣäŋət͡ɹ̝̊] | 'transente'  | Una posible realización de /r/ al final de palabras antes de las pausas.                                |
| Inglés     | Inglés americano general        | tree        | [t͡ɹ̝̊ʷɪi̯]ⓘ        | 'Arbol'      | Realización fonética de la secuencia inicial de sílaba acentuada /tr/; más comúnmente postalveolar t̠ɹ̠̊˔. |
| Inglés     | Received Pronunciation          | tree        | [t͡ɹ̝̊ʷɪi̯]ⓘ        | 'Arbol'      | Realización fonética de la secuencia inicial de sílaba acentuada /tr/; más comúnmente postalveolar t̠ɹ̠̊˔. |
| Italiano   | Sicilia                         | straniero   | [st͡ɹ̝̊äˈnjɛɾo]    | 'extranjero' | Apical. Regional realización regional de la secuencia /tr/; o puede ser de /t/, /ɹ̝̊/, o /ɹ̝/ en cambio.   |